# Yaël Boon
Pour les articles homonymes, voir Boon, Hamidou et Harris.
 (juillet 2016).
Si vous disposez d'ouvrages ou d'articles de référence ou si vous connaissez des sites web de qualité traitant du thème abordé ici, merci de compléter l'article en donnant les références utiles à sa vérifiabilité et en les liant à la section « Notes et références ».
Yaël Harris, dite Yaël Boon, est une mannequin, directrice artistique, metteuse en scène, scénariste, productrice déléguée franco-suisse d'origine portugaise, née le 23 juin 1980 à Paris.
Elle a été l'épouse de Dany Boon avec qui elle a eu trois enfants.

## Biographie
Très jeune, elle commence une carrière de mannequinat.
Elle rencontre l'humoriste français Dany Boon en 2002 ; elle l'accompagne dans sa carrière artistique et, à l'âge de 23 ans, elle se marie avec lui le 26 décembre 2003. La même année, elle réalise le reportage photo qui figure sur le livre inspiré de la pièce de son époux qui s'intitule La Vie de chantier. 
Yaël Harris et Dany Boon ont ensemble deux fils et une fille :
- Eytan Hamidou, né le 23 juin 2005[5]
- Elia Hamidou, né le 20 décembre 2006[6]
- Sarah Hamidou, née 27 février 2010[7]

Elle a vécu pendant cinq ans à Los Angeles pour travailler sur le remake de Bienvenue chez les Ch'tis en tant que directrice artistique, le projet étant annulé par la suite. À partir de 2014, elle vit à Londres avec son époux et ses trois enfants, puis à Genève jusqu'en 2018. Dany Boon et elle divorcent en novembre 2018, après 15 ans de mariage,.

## Filmographie
- 2008 : Bienvenue chez les Ch'tis de Dany Boon - actrice (la cliente en colère de la poste) et collaboration à l'écriture du scénario
- 2010 : Rien à déclarer de Dany Boon - collaboration à l'écriture du scénario
- 2014 : Supercondriaque de Dany Boon - actrice (la femme de Jacques)
- 2016 : Ma famille t'adore déjà ! de Jérôme Commandeur et Alan Corno - productrice déléguée

## Spectacles
- 2003-2004 : À s'baraque et en ch'ti en tournée dans le Nord de la France et à  L'Olympia, (10 ans de carrière) - metteuse en scène et collaboration artistique avec Dany Boon.
- 2006: Waïka à l'Olympia - metteuse en scène et collaboration artistique avec Dany Boon
- 2009-2012 : Trop stylé à  l'Olympia - metteuse en scène et collaboration artistique avec Dany Boon.
- 2016-2017 : 25 ans de scène, en tournée dans toute la France et à l'Olympia, metteuse en scène et collaboration artistique avec Dany Boon.

## Œuvre photographique
- 2003 : La Vie du chantier